# راي يانسن
راي يانسن (بالإنجليزية: Ray Jansen)‏ هو لاعب كرة قاعدة أمريكي، ولد في 16 يناير 1889 في سانت لويس في الولايات المتحدة، وتوفي بنفس المكان في 19 مارس 1934.

## وصلات خارجية
- راي يانسن على موقعبيزبول رفرنس.كوم (الدوري الرئيسي) (الإنجليزية)